# Lynchia parallelifrons
Lynchia parallelifrons är en tvåvingeart som först beskrevs av Speiser 1902.  Lynchia parallelifrons ingår i släktet Lynchia och familjen lusflugor. Inga underarter finns listade i Catalogue of Life.